# Fritz Schulenburg
Fritz Schulenburg (* 4. September 1894 in Jerichow; † 5. August 1933 in Tangermünde) war ein deutscher Arbeiter und Widerstandskämpfer.

## Leben
Fritz Schulenburg wurde als Sohn eines Arbeiters geboren. Er arbeitete nach dem Besuch der Volksschule als Wald- und Landarbeiter. 1920 wurde er KPD-Mitglied und war ab 1933 illegal im Widerstand gegen den Nationalsozialismus tätig. Im Juli 1933 wurde Schulenburg verhaftet und in das Gefängnis Tangermünde gebracht, wo er misshandelt und gefoltert wurde. Schulenburg starb an den Folgen im August 1933. In Jerichow wurde 1984 ein Gedenkstein enthüllt. In Tangermünde trägt eine Straße seinen Namen.